# Emily Silver
Emily Susan Silver (São Petesburgo, 9 de outubro de 1985) é uma nadadora norte-americana, ganhadora de uma medalha de prata em Jogos Olímpicos.
É neta do nadador Larry Barbiere que representou os Estados Unidos nos Jogos Olímpicos de Verão de 1968.